# Sindrome di Pallister-Hall
La sindrome di Pallister-Hall è una malattia genetica a esordio congenito, molto rara, caratterizzata da amartomi dell'ipotalamo, ipopituitarismo, atresia anale e polidattilia postassiale.

## Storia ed epidemiologia
La malattia venne così chiamata in onore di pediatri e genetisti clinici Judith Goslin Hall (canadese) e Philip D. Pallister (statunitense).
L'incidenza della malattia è stimata essere inferiore a un caso su un milione di individui; finora solo circa 100 pazienti sono stati descritti come affetti dalla sindrome.

## Eziologia
La malattia è causata da una mutazione del gene GLI3 posizionato sul braccio corto del cromosoma 7, in corrispondenza del locus genico 7p14.1; tale gene codifica per un fattore di trascrizione attivabile mediante la via del segnale Hedgehog.

## Clinica

### Sintomi e segni
La patologia si manifesta con:
- Ritardo di crescita intrauterino
- Ipopituitarismo e amartomosi dell'ipotalamo
- Dismorfie del volto, con fontanelle allargate, prolabio alto, narici ruotate verso l'alto, anomalie della lingua, displasia dei padiglioni auricolari, microtia, microftalmia, coloboma, cheiloschisi, anomalie dell'epiglottide, atresia della laringe
- Polidattilia postassiale (più spesso al terzo e al quarto dito), sindattilia, ipermobilità delle articolazioni di anca e ginocchio
- Ipoplasia delle unghie
- Eventuale micromelia
- Malformazioni degli organi genitali maschili, come micropenia, criptorchidismo, ipospadia
- Agenesia renale (talvolta)
- Idrometrocolpo (talvolta)
- Atresia anale
- Malattia di Hirschsprung

### Esami strumentali e di laboratorio
La diagnosi, in caso di storia familiare positiva per sindrome di Pallister-Hall, avviene con il riscontro di polidattilia e di amartoma dell'ipotalamo.
La radiografia mostra tipicamente:
- Sella turcica piatta, occipite prominente
- Torace piccolo con costole sottili, anomalie dei lobi polmonari (non sempre), centri atipici di ossificazione a livello dello sterno
- Scoliosi, forma appiattita delle vertebre cervicali
- radio corto e allargato

La risonanza magnetica rivela l'amartoma sotto forma di massa sulla linea mediana ipotalamica, simile per colorazione alla materia grigia. La diagnosi della sindrome può essere inoltre confermata mediante un test genetico molecolare.

### Diagnosi differenziale
La sindrome di Pallister-Hall entra in diagnosi differenziale con molte altre patologie, tra cui:
- Sindrome di Holt-Oram
- Sindrome oro-facio-digitale di tipo 6
- Sindrome di McKusick-Kaufman
- Craniofaringioma
- Sindrome di Holzgreve-Wagner-Rehder
- Sindrome di Bardet-Biedl
- Sindrome di Ellis-van Creveld
- Sindrome di Greig
- Sindrome di Opitz legata all'X (detta anche sindrome ipertelorismo-ipospadia)

### Diagnosi precoce
Un amartoma ipotalamico può già essere rilevato nel feto mediante risonanza magnetica o ecografia ostetrica, permettendo così la diagnosi prenatale della malattia.